# 自贡市蜀光中学
自贡市蜀光中学，简称蜀光中学，位于中华人民共和国四川省自贡市自流井区伍家坝路26号，校园占地约600亩（约40公顷）。学校创建于1924年，1938年由著名教育家张伯苓接办并聘请南开中学部主任喻传鉴任校长，同时请于右任题写校名，使其成为南开系列成员学校之一。学校先后荣获川南首批国家级示范性普通高中、四川省一级示范性普通高中等，校训为“尽心为公，努力增能”。
蜀光中学属于南开系列学校，是南开校友总会成员单位。

## 历史沿革

### 自贡初中时期
1924年，蜀光中学由自贡市盐井灶商会合资，在当地炳文书院和东兴书院基础上建立，1938年改制为完中。

### 私立自贡蜀光中学
1937年，曾任中华民国盐务总署华籍巡视员的缪秋杰出任四川省盐务管理局局长并驻扎自贡。缪秋杰热心地方公益与教育事业，建议蜀光中学校董会邀请南开中学入驻自贡代办蜀光中学，理由是自贡中学教育落后，已难适应盐业蓬勃发展的形势。而南开是全国著名中学，蜚声中外，又在重庆新办了分校，就近请其来办学较为方便。
1937年7月，缪局长致函时任南开大学校长兼南开中学校长张伯苓，邀请其来自贡考察教育。同年8月，蜀光中学校董代表杨泽寰等二十余名自贡士绅联名致函，请缪局长转托张伯苓代为代办蜀光中学。同年10月，张伯苓派南开中学部主任喻传鉴出渝赴自贡考察。喻抵达时，蜀光初中校董代表及全体师生数百人列队欢迎。他们在自贡停留数日，参观自贡盐业及教育事业，并在蜀光初中为学生发表讲演。
张伯苓在复信中表示：“鉴于自贡为盐产重心，前途发展，未可限量；再者蜀光学生皆聪颖可爱，极愿对自贡教育有所贡献。”
蜀光初中校董会增聘张伯苓、缪秋杰、喻传鉴为校董，并公推张伯苓为董事长。同时，议定新建校舍，增设高中部。在缪秋杰的大力支持下，四川盐务管理局决定从自贡盐业井、过商提取盐款余额，共计法币三十九万元，用于建设新教学楼，并计划于1938年上半年，先行派遣若干南开中学教师来蜀光初中任教。
1938年自贡蜀光中学改制后，张伯苓派天津南开中学部主任喻传鉴兼任蜀光中学校长，并请当时国民党元老于右任先生题写了校名。
尽管南开代办蜀光中学在当时被普遍认为有助于提升学校办学水平，但地方部分人士对“下江人”接管本地教育心存顾虑，教师队伍也出现不安情绪，社会舆论一度复杂。
1939年，蜀光中学迁入新校之后，在东兴寺校舍旧址建立了私立蜀光小学，又被称为蜀光中学附属小学。

### 公立自贡蜀光中学
1991年香港邵逸夫先生捐赠200万港元，资助学校修建了现高中部教学楼之一的“逸夫楼”。
2000年，在原东兴职业中学校址新建初中部，学校占地面积扩至410亩。2003年，收购原四川石油管理局川西南矿区子弟中学为艺术部。
2011年新区扩建完成，校园总面积扩至600亩，初中部搬回校本部，艺术部撤销。
2024年7月，自贡市纪委监委对2016年8月至2023年7月期间曾任自贡市蜀光中学党委书记、校长蒯晓牛立案审查调查。2025年3月，经自贡市委批准，蒯晓牛被开除党籍和公职（“双开”），其违法所得被收缴，涉嫌犯罪问题移送检察机关。官方通报特别指出其行为“性质严重，影响恶劣”，破坏了教育系统的廉洁性。  

## 奖学金
海内外校友先后捐资设立了“蜀光校友奖学金”、“王氏爵玎奖学金”、“欧阳周氏奖学金”、“周晓薇奖学金”、“刘苏·黄楠森奖学金”等，资助品学兼优或家庭条件困难学生。

## 名字来源
“蜀光”取巴蜀之光，蜀学重光之意。

## 蜀光校歌
歌曲来自德国民歌圣诞树，歌词改编自原南开系列学校校歌（继续被原南开系列学校的各校使用）。

## 公能校训
尽心为公，努力增能

## 校友
- 王怀安 1931年毕业于蜀光中学, 中国最高人民法院副院长，首届功勋天平奖章获得者。
- 王方定 放射化学家，中国原子能科学研究院研究员，中国科学院院士。
- 王亚辉 著名细胞生物学家，原中国科学院细胞生物学研究所所长。
- 侯朝焕 信号处理和声学专家，中国科学院院士。
- 胡海涛 著名工程地质与环境地质专家，中国工程院院士。
- 李慎之 蜀光中学1945年公民课教师，中国社会科学院前副院长，著名学者、思想家。
- 谢韬 蜀光中学1945年教师，人民大学前副校长、中国社会科学院研究生院前副院长。
- 黄楠森 1942年毕业于蜀光中学，北京大学哲学系原主任，中国著名马克思哲学研究专家。
- 张思敬 清华大学原副校长。
- 罗亦孝 中国科学院近代物理研究所所长。
- 易明初 中国新构造地质学家。
- 王锡仁 著名作曲家，作品有《太阳最红，毛主席最亲》、《红珊瑚》、《父老乡亲》、《白发亲娘》等。
- 陈戈 1932年蜀光毕业，著名的老一辈表演艺术家，《抓壮丁》中的王保长形象尤为深入人心。
- 范美忠 北京大学历史系毕业，曾任蜀光中学教师，因轰动全国的范跑跑事件出名，引发了中国教育界的思想大碰撞，推进了社会思潮进步
- Ayawawa（本名杨冰阳） 网络红人，身兼作家、电视节目嘉宾、情感咨询师等身份。